# Akersloot
Akersloot is een dorp in de gemeente Castricum, in de provincie Noord-Holland. Het dorp ligt tussen Uitgeest en Heiloo aan het Alkmaardermeer. Akersloot is samen met Limmen sinds 1 januari 2002 onderdeel van de gemeente Castricum; daarvoor was het een zelfstandige gemeente.

## Geschiedenis

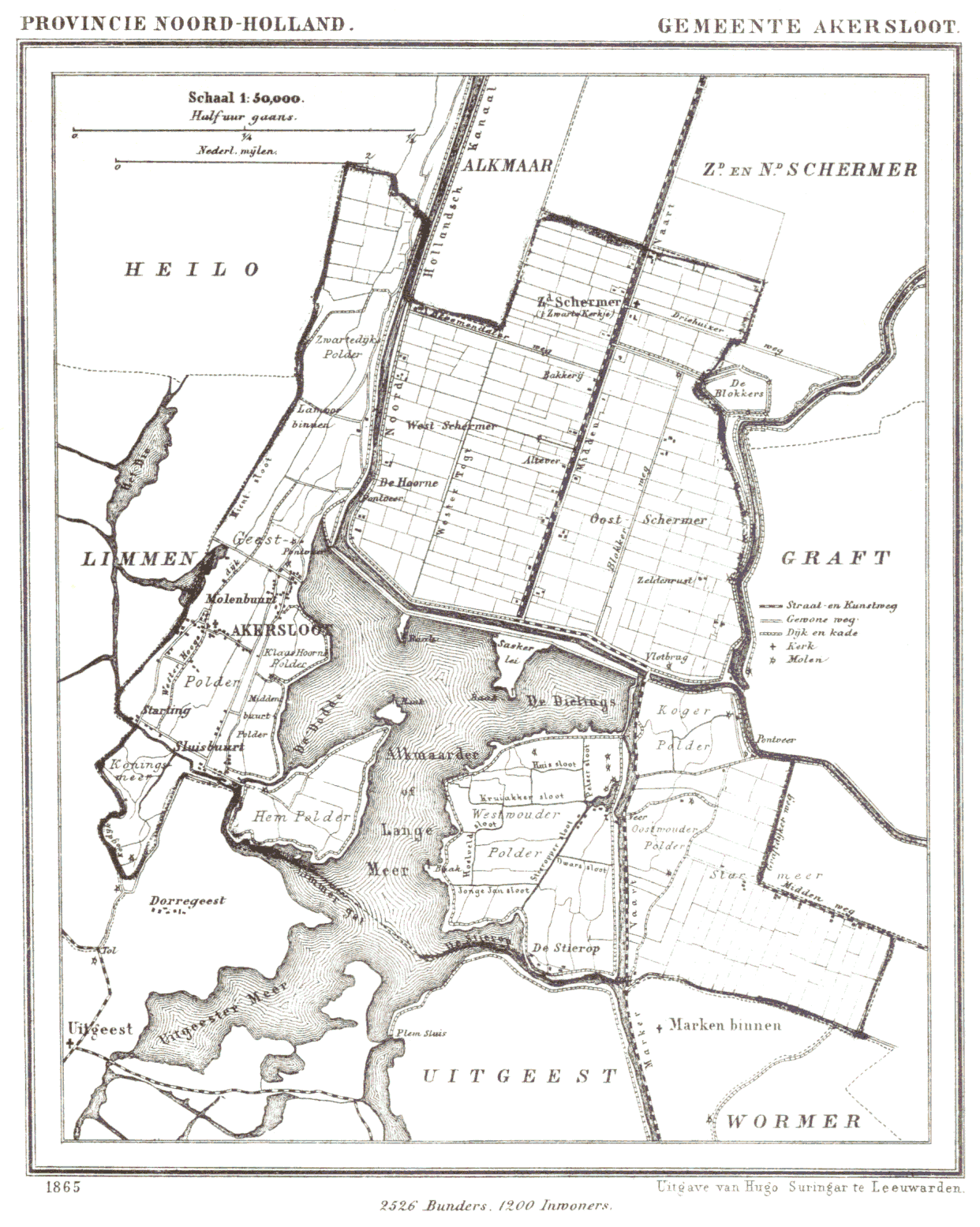
Kaart van Akersloot in 1865

In de jaren 1250 tot 1400 verwierf Akersloot de titel 'hoofddorp van Kennemerland'. In 1276 kregen de Akersloters vanwege de door hen betoonde dapperheid in de strijd tegen de Friezen van graaf Floris V hun rechten en privileges terug, nadat deze door hun vroegere heer, de graaf van Holland, in het begin van de 13e eeuw waren ontnomen omdat zij tegen hem in opstand waren gekomen.
In Akersloot stonden in de 13e-14e eeuw vermoedelijk twee kastelen: een van de familie Dove en een van de familie Van Akersloot. In 1957 zijn resten van het kasteel van Akersloot gevonden nabij het Kerkmeer.
Voor 1 januari 1993 viel het zuidelijk deel van de polder de Schermer (met onder andere Zuidschermer), als ook Starnmeer onder de gemeente Akersloot. Op 1 januari 2002 fuseerden de gemeenten Akersloot, Castricum en Limmen tot de nieuwe gemeente Castricum.

## Wapen
Van zilver beladen met drie akers van synople. Het schild gedekt met een kroon van goud.
Het wapen is waarschijnlijk sprekend bedoeld: eikels zijn akers. Dat de naam Akersloot afgeleid is van eikel is onomstreden.
Het wapen zou al gevoerd zijn op een zegel uit 1357, een afbeelding daarvan is echter niet bekend. Op een later zegel, daterend uit de 16e eeuw, is het schild vergezeld van een eikentak met afhangende vruchten.

## Veerpont

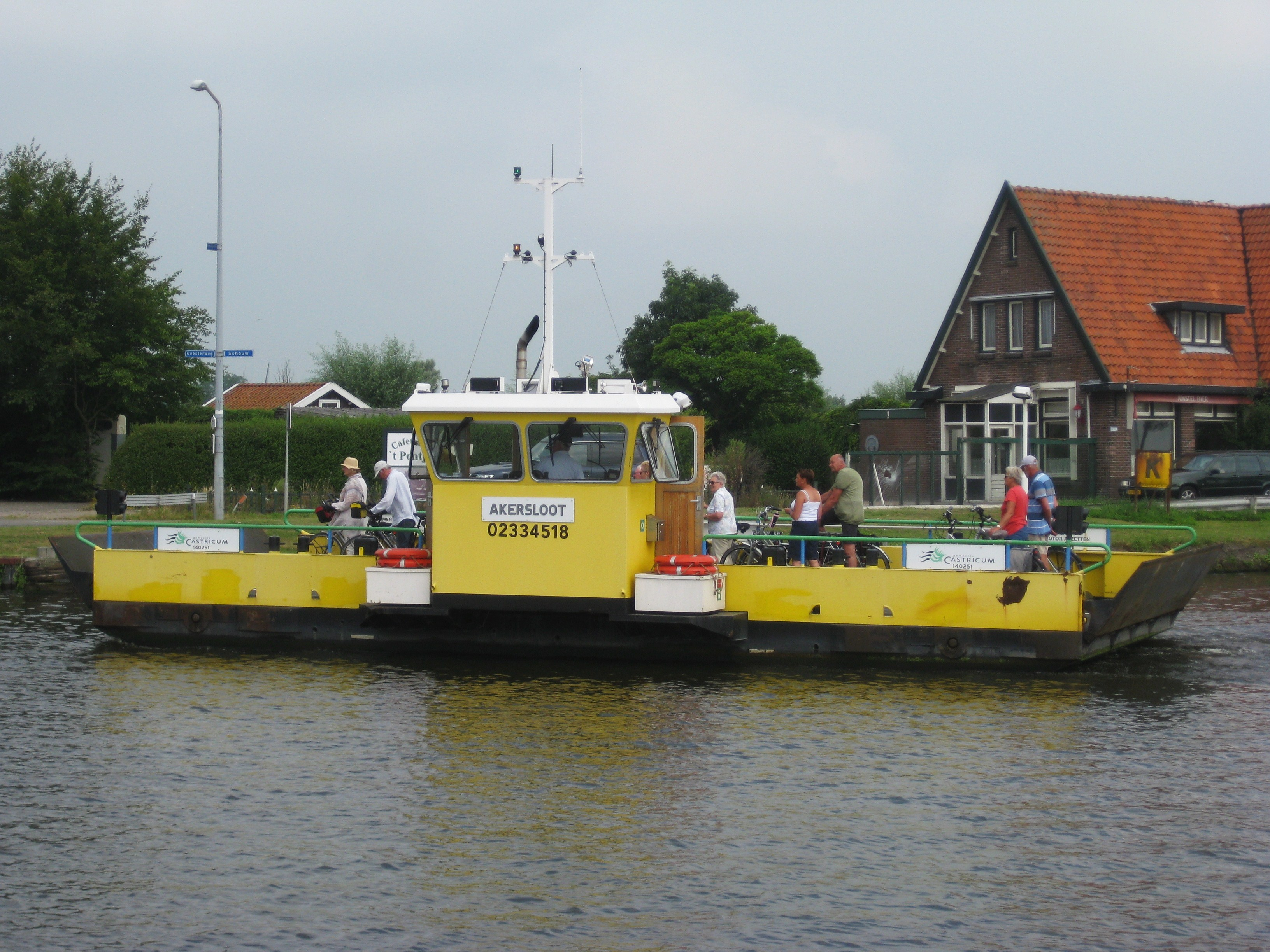
Veerpont over het Noordhollandsch Kanaal

Sinds juni 2010 vaart hier een veerpont voor voetgangers, fietsers en auto's over het Noordhollandsch Kanaal. Daarvoor werd deze verbinding 132 jaar onderhouden door een kabelpont.

## Geboren in Akersloot
- Willem Jacobsz. Coster (1590-1640), eerste gouverneur van Ceylon 1640
- Willem Michielsz. Volger (1602-1678), opperhoofd/gouverneur VOC te Dejima, Japan
- John Ton (1826-1896), voorvechter Amerikaanse mensenrechten (afschaffing slavernij)
- Wim Schermerhorn (1894-1977), premier van het eerste naoorlogse kabinet 1945-46
- Cor Groot (1909-1978), olympisch zeiler tijdens de Spelen van 1964 Tokio
- Eddy Putter (1982), voetballer
- Ben Rienstra (1990), voetballer
- Daan Rienstra (1992), voetballer

## Bekende inwoners
- DJ Korsakoff (1983), diskjockey